# Frederik Anton Ulrich van Waldeck-Pyrmont
Frederik Anton Ulrich van Waldeck-Pyrmont (Landau, Bad Arolsen, 27 november 1676 — Bad Pyrmont, 1 januari 1728) was graaf van Waldeck en Pyrmont van 1706 tot in 1728. In 1712 werd hij in Waldeck door keizer Karel VI in de erfelijke vorstenstand verheven. Hij was de zoon van Christiaan Lodewijk van Waldeck-Wildungen en Anna Elisabeth van Rappoltstein.

## Huwelijk en kinderen
Hij ging op 8 oktober 1700 in ondertrouw en op 25 oktober van hetzelfde jaar trouwde hij te Hanau met Louise van Zweibrücken-Birkenfeld (Rappoltstein, 18 oktober 1678 - Bad Arolsen, 3 mei 1753). Zij was een dochter van Christiaan II van Palts-Birkenfeld-Bischweiler (1637-1717) en Katharina Agatha von Rappoltstein (1648-1683). Uit zijn huwelijk werden elf kinderen geboren: 
- Christiaan Philips (Kleinern, 13 oktober 1701 - Mannheim, 17 mei 1728), vorst van Waldeck
- Friederike Magdalene (Kleinern, 10 november 1702 - Wildungen, 4 december 1713)
- Henriette (Bad Arolsen, 17 oktober 1703 - aldaar, 29 augustus 1785), abdis te Schaaken.
- Karel August (Hanau, 24 september 1704 - Bad Arolsen, 29 augustus 1763), vorst van Waldeck-Pyrmont
- Ernestine Luise (Kleinern, 6 november 1705 - Gelnhausen, 16 mei 1782). Zij trouwde op 30 maart 1737 in Bad Arolsen met Friedrich Bernhard van Birkenfeld  paltsgraaf van Birkenfeld-Gelnhausen (28 mei 1697 - 5 augustus 1739). Hij was een zoon van Johann Karl van Birkenfeld-Gelnhausen en Esther Maria van Witzleben.
- Ludwig Franz Anton (Bad Arolsen, 5 mei 1707 - Belgrado, 24 juli 1739), prins van Waldeck
- Johann Wilhelm (Bad Arolsen, 9 juni 1708 - Wildungen, 30 november 1713)
- Sofie Wilhelmine Elisabeth (Bad Arolsen, 4 januari 1711 - Wernigerode, 10 augustus 1775), prinses van Waldeck. Zij was abdis in de Abdij van Gandersheim.
- Franziska Christiane Ernestine (Wildungen, 8 mei 1712 - Bad Arolsen, 6 januari 1782), prinses van Waldeck. Zij werd begraven in Wildungen.
- Luise Albertine Friederike (Bad Arolsen, 12 juni 1714 - aldaar, 17 maart 1794), abdis
- Josef Maria Wilhelm (Korbach, 14 augustus 1715 - aldaar, 19 februari 1719)

Na zijn verheffing tot de Rijksvorstenstand in 1712 nam hij de titel "des H. R. Fürst zu Waldeck, Graf zu Pyrmont und Rappoldstein, Herr zu Hoheneck und Gerolseck u. s. w" aan. Deze titel zou niet veranderd worden tot het eind van het Heilige Roomse Rijk.

Hij bouwde het jachtslot Friedrichsthal (1701) in Selbach, het barokke paleis in Pyrmont (1706), slot Friedrichstein in Wildungen (1707-1714) en gaf opdracht Schloss Arolsen te (ver)bouwen, waarvan het hoofdgebouw in 1728 gereed was. Zijn kasteelgebouwen leidden tot grote schulden aan het kleine prinsdom. 
Na zijn dood werd Frederik Anton opgevolgd door zijn oudste zoon Christiaan Philips.

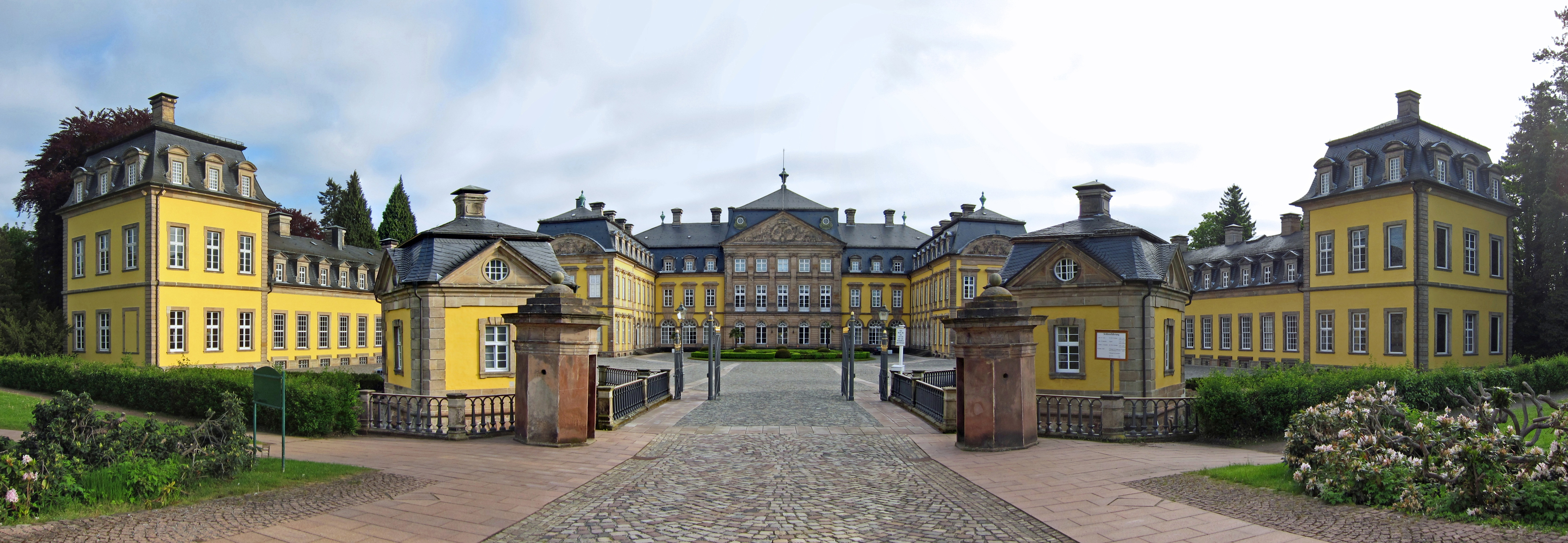
Slot Arolsen
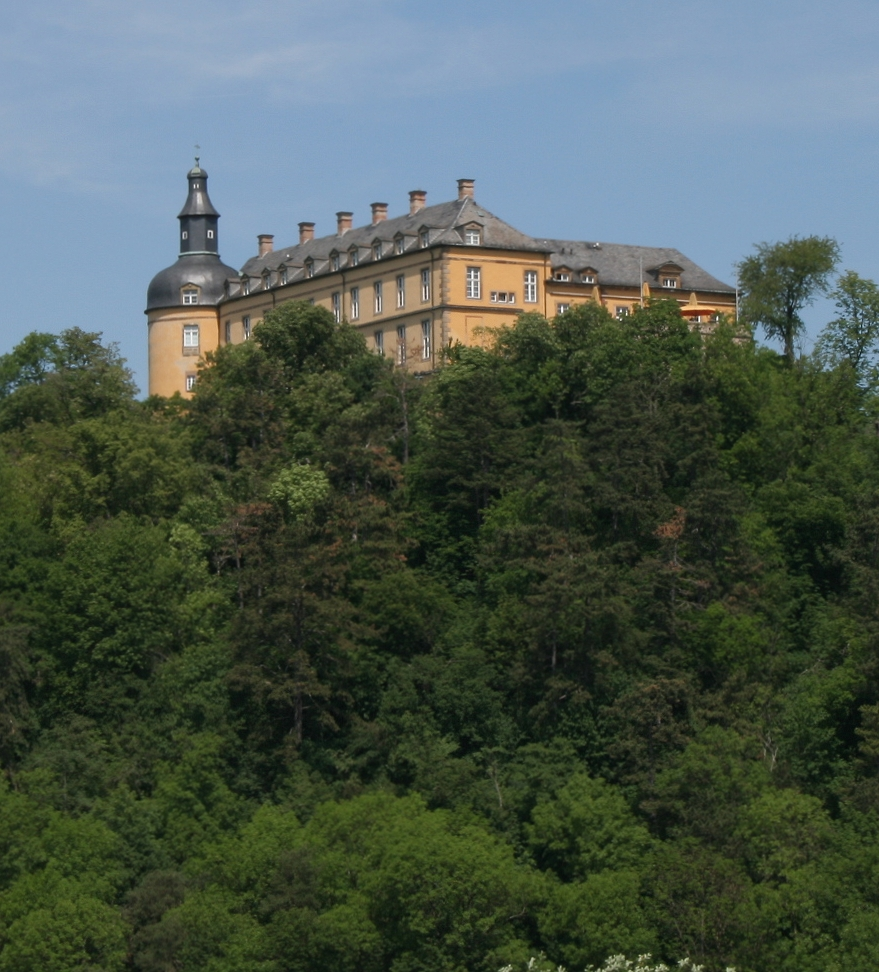
Bad Wildungen - Slot Friedrichstein